# Noroeste de Ontario
El Noroeste de Ontario es una subregión del Norte de Ontario en la provincia canadiense de Ontario ubicada al norte y al oeste del Lago Superior y al oeste de la Bahía de Hudon y de la Bahía James. Incluye la mayoría de la parte subártica de Ontario. Linda con la provincia canadiense de Manitoba al oeste, la cual disputó el derecho de Ontario a la parte oeste de la región. El derecho de Ontario sobre el Noroeste de Ontario fue determinado por el Comité Judicial del Consejo Privado en 1884 y confirmado por la Ley Canada (Frontera de Ontario), 1889, del Parlamento del Reino Unido. En 1912, mediante la Ley de la Extensión de las Fronteras de Ontario, el Parlamento de Canadá otorgó a Ontario la jurisdicción del Distrito de Patricia, así extendiendo la frontera norte de la provincia hasta la Bahía de Hudson.
El Noroeste de Ontario y el Noreste de Ontario son tratados como regiones distintas para algunos fines, mientras para otros son agrupados como el Norte de Ontario.

## Subdivisiones geográficas
El Noroeste de Ontario consiste en los distritos de Kenora, Rainy River y Thunder Bay. Dentro de las comunidades principales se incluyen Thunder Bay, Kenora, Dryden, Fort Frances, Sioux Lookout, Greenstone, Red Lake, Marathon y Atikokan. Existen asimismo varias docenas de Naciones Originarias en la región.

## Zonas horarias
El noroeste de Ontario se divide entre la zona horaria del este y la zona horaria central .

## Población
El Noroeste de Ontario es la región menos poblada de la provincia: 54% de la población se encuentra en el área metropolitana censual de Thunder Bay. Kenora es el único municipio de la región, allende Thunder Bay, que tiene una población superior a los 10 000.
La población total del Noroeste de Ontario se redujo a principios del siglo XXI, mayormente debido a la contracción del sector maderero, si bien algunos municipios de la región vieron un aumento modesto de la población en ese periodo.
| Población del Noroeste de Ontario | Población del Noroeste de Ontario | Población del Noroeste de Ontario | Población del Noroeste de Ontario | Población del Noroeste de Ontario | Población del Noroeste de Ontario | Población del Noroeste de Ontario | Población del Noroeste de Ontario | Población del Noroeste de Ontario | Población del Noroeste de Ontario | Población del Noroeste de Ontario | Población del Noroeste de Ontario |
| Distrito                          | 2021                              | ±                                 | 2016                              | ±                                 | 2011                              | ±                                 | 2006                              | ±                                 | 2001                              | ±                                 | 1996                              |
| --------------------------------- | --------------------------------- | --------------------------------- | --------------------------------- | --------------------------------- | --------------------------------- | --------------------------------- | --------------------------------- | --------------------------------- | --------------------------------- | --------------------------------- | --------------------------------- |
| Noroeste de Ontario               | 232 299                           | 0,3%                              | 231 691                           | 3,4%                              | 224 034                           | -4,7%                             | 235 046                           | 0,1%                              | 234 771                           | -3,8%                             | 244 117                           |
| Distrito de Kenora                | 66 000                            | 0,7%                              | 65 533                            | 13,8%                             | 57 607                            | -10,6%                            | 64 419                            | 4,2%                              | 61 802                            | -2,5%                             | 63 360                            |
| Distrito de Rainy River           | 19 437                            | -3,3%                             | 20 110                            | -1,3%                             | 20 370                            | -5,5%                             | 21 564                            | -2,5%                             | 22 109                            | -4,4%                             | 23 138                            |
| Distrito de Thunder Bay           | 146 862                           | 0,6%                              | 146 048                           | 0,0%                              | 146 057                           | -2,0%                             | 149 063                           | -1,2%                             | 150 860                           | -4,3%                             | 157 619                           |

## Política
La gente del Noroeste de Ontario tiende al izquierdismo, principalmente por la influencia de los sindicatos laborales en la región y una ética ecologista creciente. El Noroeste de Ontario está representado al nivel federal por los miembros del parlamento Marcus Powlowski en Thunder Bay—Rainy River y Patty Hajdu en Thunder Bay—Superior North del Partido Liberal, así como Eric Melillo del Partido Conservador en el Distrito de Kenora. Al nivel provincial, Kenora—Rainy River es representado por Greg Rickford del Partido Conservador Progresista; Kiiwetinoong por Sol Mamakwa del Nuevo Partido Democrático; Thunder Bay—Atikokan por Ken Holland del Partido Conservador Progresista; y Thunder Bay—Superior North por Michael Gravelle del Partido Liberal.
En 2005 algunos residentes manifestaron su descontento por la escasa atención prestada a la región por el gobierno provincial. Algunas personas (más notoriamente el ex alcalde de Kenora Dave Canfield,  y Tannis Drysdale, consejera municipal de Fort Frances) plantearon la idea de que la región —entera o parte de ella— debía separarse de Ontario para unirse a Manitoba. Sin embargo, la campaña no logró captar mucho apoyo popular.